# Спидроны

Первый спидрон, придуманный Даниэлем Эрдели в 1970-х годах

Спидроны — бесконечные геометрические фигуры, созданные Даниэлем Эрдели (венгерский художник и дизайнер), состоящие из равностороних и равнобедренных треугольников. Спидроны представляют собой два рукава, закрученных в разные стороны до бесконечности, и напоминают символ «~» (хотя существуют спидроны и с большим количеством рукавов, и объемные).
Слово спидрон происходит от англ. Spiral и англ. Spider, как так спидроны напоминают паучью паутину.

## Определение
Стандартный спидрон состоит из двух чередующихся прилегающих последовательностей равносторонних и равнобедренных треугольников.

## Свойства спидронов
1. Они бесконечны
2. Площадь любого равностороннего треугольника в любом рукаве равна сумме площадей всех последующих меньших треугольников